# Txema Foronda
José María Foronda Antiza, noto come Txema Foronda (11 marzo 1956), è un pilota di rally spagnolo.

## Biografia
Di origine basca, ha vinto in coppia con la copilota Pilar Rodas Andújar quattro edizioni dell'Eco Rallye Vasco Navarro (nel 2010, 2011, 2013 e 2014), valido come prova della FIA Alternative Energies Cup.